# U-Bahnhof Straßburger Straße

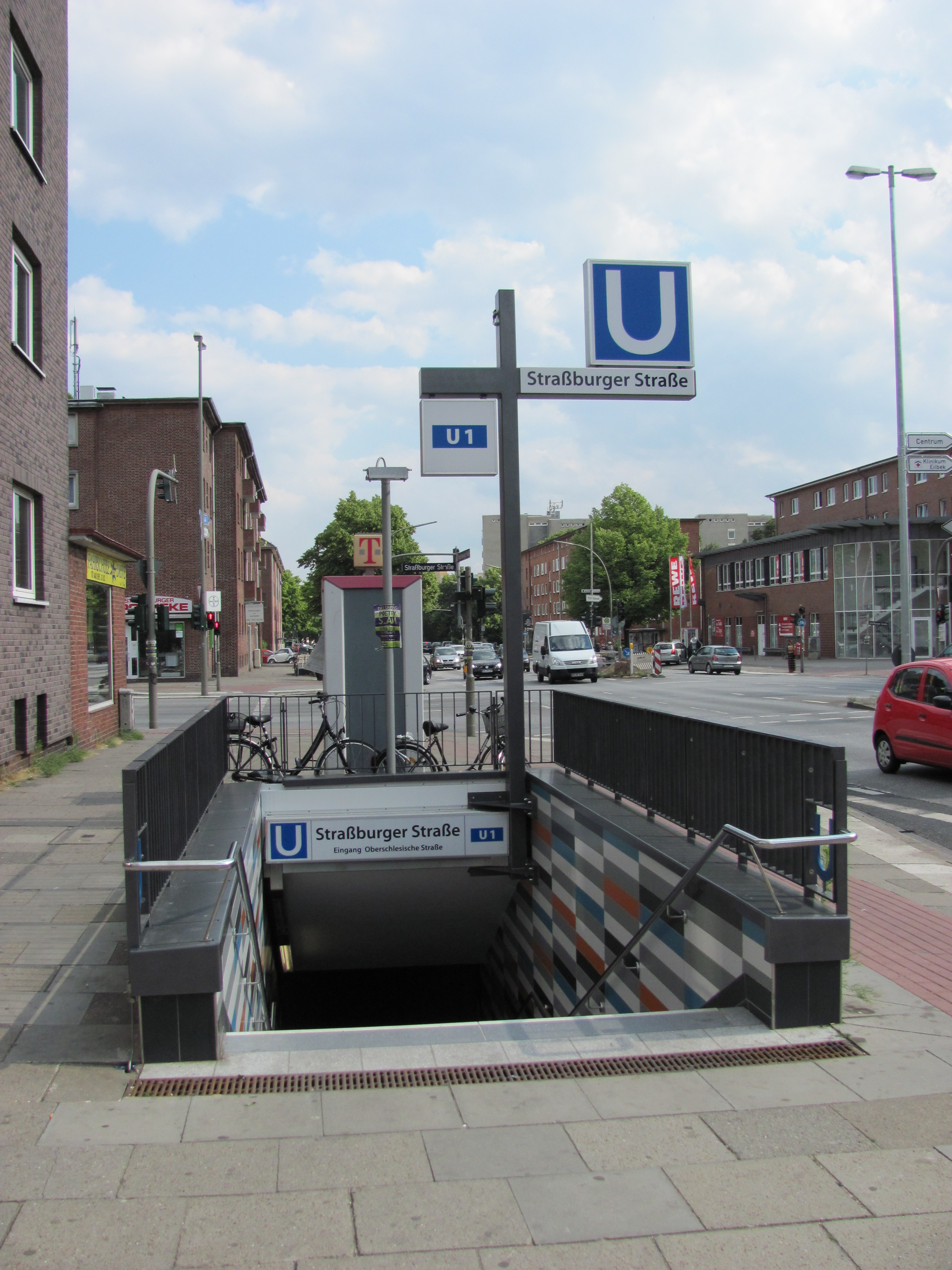
Einer der Eingänge zur Station

Der U-Bahnhof Straßburger Straße ist eine Tunnelhaltestelle der Hamburger U-Bahn-Linie U1 im Stadtteil Dulsberg. Das Kürzel der Station bei der Betreiber-Gesellschaft Hamburger Hochbahn lautet „SR“. Der U-Bahnhof hat täglich 17.514 Ein- und Aussteiger (mo–fr, 2019).

## Anlage
Der U-Bahnhof verfügt über einen 120 Meter langen Mittelbahnsteig in zweifacher Tieflage unter der Nordschleswiger Straße, etwa zwischen dem Eulenkamp im Süden und der namengebenden Straßburger Straße im Norden. Prägend ist hier insbesondere die Schmetterlingsdecke. Von beiden Enden des Bahnsteigs führen Treppen in jeweils eine Vorhalle in einfacher Tieflage. Der nördliche Zugangsbereich ist der weitaus größere, von hier lassen sich über Treppen oder Aufzug insgesamt sieben Stellen an der Oberfläche erreichen. Die Größe der Vorhalle gilt als Indiz einer Vorleistung für eine möglicherweise im rechten Winkel kreuzende weitere Linie, die nie konkret geplant war. Gleichwohl gab es zur Zeit des Baus der Haltestelle Überlegungen, an der Straßburger Straße einen Knotenpunkt zwischen der heutigen U1 und einer weiteren U-Bahn-Linie in Richtung Dehnhaide einzurichten.
Die südliche Vorhalle am Eulenkamp verfügt über weitere drei Eingänge.

## Geschichte
Nach der feierlichen Eröffnung am 1. März 1963 wurde die Station „Straßburger Straße“ nach etwa zweijähriger Bauzeit am 3. März 1963 in Betrieb genommen. Zunächst fuhren die Züge nur auf einem Gleis jeweils von und nach Wandsbek Markt. Erst gut fünf Monate später, im August 1963, war die U-Bahn-Strecke nach Wandsbek-Gartenstadt fertig. Damit erfolgte die vollständige Inbetriebnahme der Anlage. Abgesehen von Erneuerungen an der Beleuchtungstechnik zeigt sich die Bahnsteigebene heute noch in ihrem ursprünglichen Gestaltungszustand. Umgebaut und modernisiert wurden in den Jahren 2009 und 2010 die Zugänge und die Zwischenebene, die unter anderem teils neu gestaltete Wandfliesen erhielten.
Ab Sommer 2018 fanden Bauarbeiten zur Schaffung der Barrierefreiheit statt, die am 17. Dezember 2020 erreicht wurde. Seither ist der gesamte östliche Ast der U1 auf Hamburger Gebiet barrierefrei. Im Rahmen dieser Umbauarbeiten wurde an der südwestlichen Ecke der Kreuzung Straßburger Straße / Nordschleswiger Straße ein neuer Treppenzugang in Südrichtung errichtet. An der Stelle der zuvor vorhandenen Treppe, die vor einen Supermarkt in der Straßburger Straße führte, befindet sich nun der Aufzug von der Straßenebene in das Zwischengeschoss. Ein weiterer Aufzug verbindet diese Ebene mit dem Bahnsteig.

## Anbindung
Der U-Bahnhof Straßburger Straße ist Knotenpunkt im Hamburger Busnetz. Es gibt Anschluss zu fünf Buslinien, darunter drei Metrobusse. Im Berufsverkehr gibt es etwa 66 Bus-Abfahrten pro Stunde an der Haltestelle. Während der Betriebspause der U-Bahn verkehrt im 30-Minuten-Takt die Metrobuslinie 23. Über eine Station auf der Ostseite der Straßburger Straße besteht Übergang zu Leihrädern von Stadtrad Hamburg.

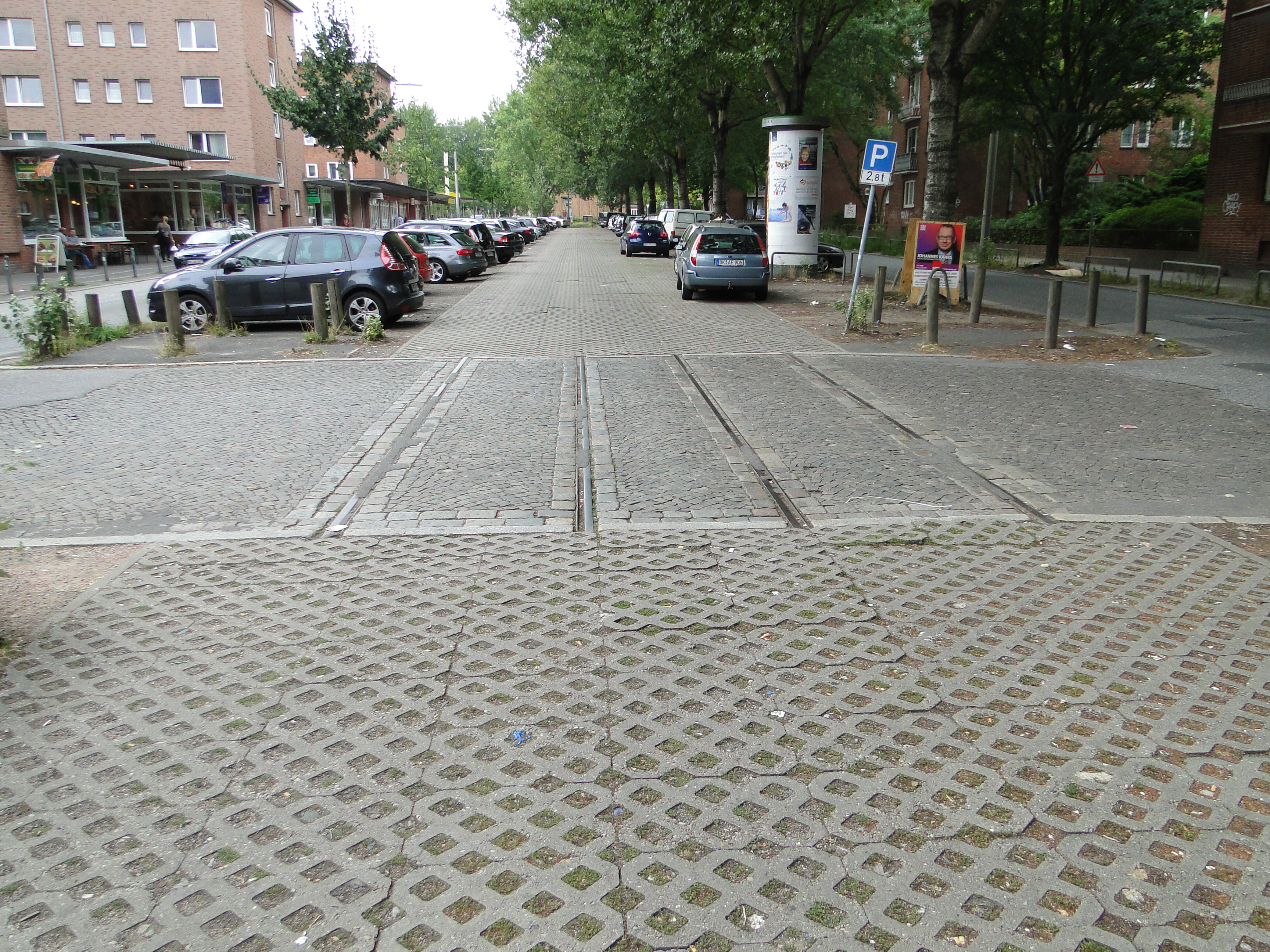
Gleisüberreste an der Straßenbahn-Haltestelle an der Straßburger Straße

Nach der Eröffnung der Haltestelle bestand hier zunächst noch Anschluss an die Linie 16 der Straßenbahn Hamburg, die jedoch 2 Monate nach Eröffnung der U-Bahn eingestellt wurde.
| Linie | Verlauf |
| ----- | --- |
| U 1   | Norderstedt Mitte – Richtweg – Garstedt – Ochsenzoll – Kiwittsmoor – Langenhorn Nord – Langenhorn Markt – Fuhlsbüttel Nord – Fuhlsbüttel – Klein Borstel – Ohlsdorf – Sengelmannstraße (City Nord) – Alsterdorf – Lattenkamp (Sporthalle) – Hudtwalckerstraße – Kellinghusenstraße – Klosterstern – Hallerstraße – Stephansplatz (Oper/CCH) – Jungfernstieg – Meßberg – Steinstraße – Hauptbahnhof Süd – Lohmühlenstraße – Lübecker Straße – Wartenau – Ritterstraße – Wandsbeker Chaussee – Wandsbek Markt – Straßburger Straße – Alter Teichweg – Wandsbek-Gartenstadt – Trabrennbahn – Farmsen – Oldenfelde – Berne – Meiendorfer Weg – Volksdorf / Streckenast Ohlstedt – Buckhorn – Hoisbüttel – Ohlstedt \ Streckenast Großhansdorf – Buchenkamp – Ahrensburg West – Ahrensburg Ost – Schmalenbeck – Kiekut – Großhansdorf |